# Langlaufgebiet

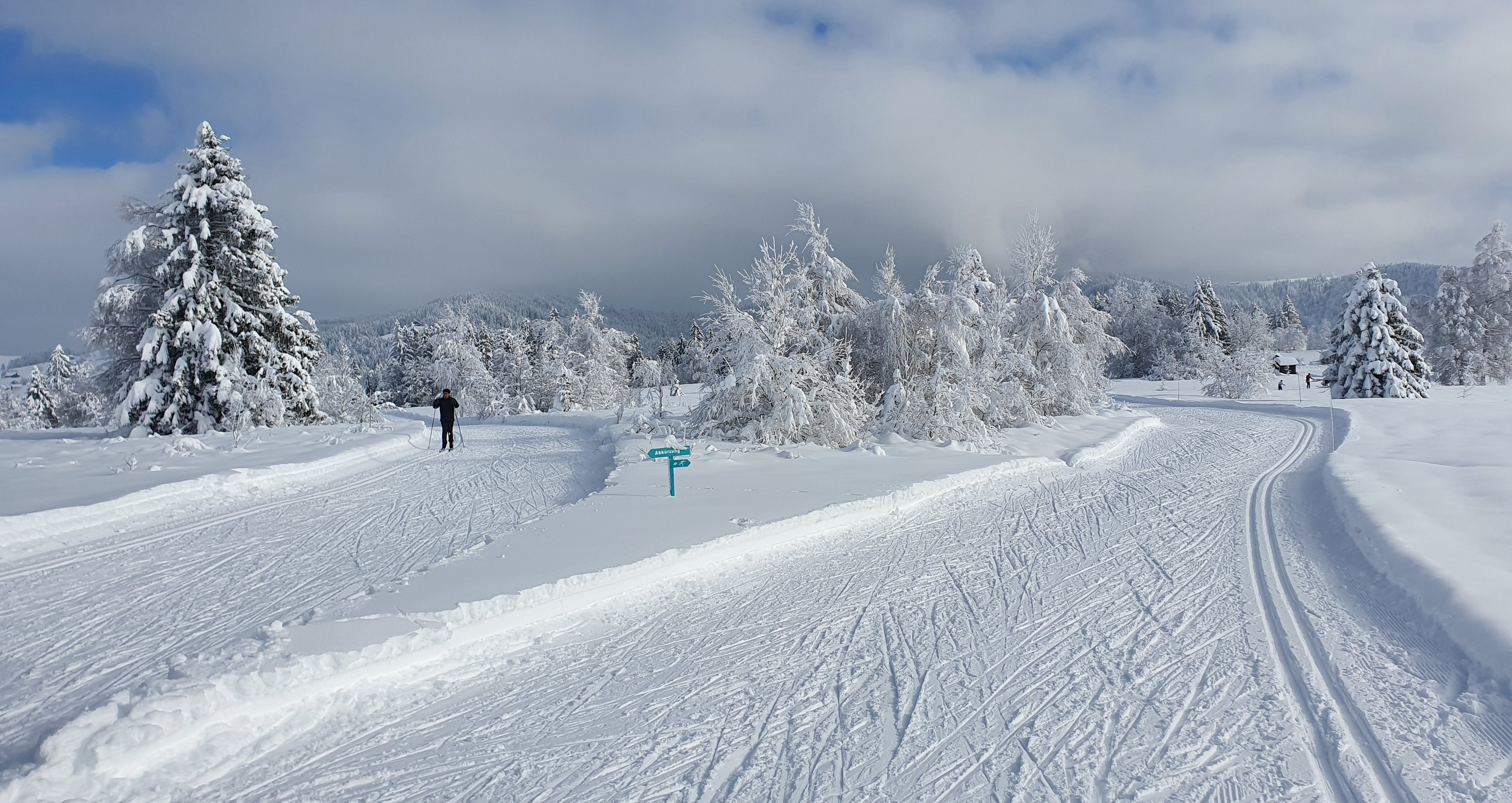
Loipe im Langlaufgebiet Schwedentritt

Ein Langlaufgebiet ist ein auf den Skilanglauf ausgerichtetes Wintersportgebiet. Zentrales Element eines Langlaufgebietes ist eine im Schnee präparierte Loipe oder ein Netzwerk mehrerer Loipen. Darüber hinaus wird oft zusätzliche Infrastruktur angeboten, wie zum Beispiel Umkleide-, Wachs- und Aufenthaltsräume. 
Die Bezeichnungen Nordisches Zentrum, Langlaufzentrum, Loipenzentrum und Langlaufgebiet werden oft synonym verwendet, es gibt jedoch Unterschiede:
- Der Begriff des nordischen Zentrums ist weiter gefasst und kann auch Skisprungschanzen oder Schießstände für Biathlon beinhalten (wobei Biathlon nicht zu den nordischen Sportarten gezählt wird). Beispiel: Canmore Nordic Centre.
- Mit Langlaufzentrum ist im engeren Sinne manchmal nur das Informationszentrum des Langlaufgebietes oder das Clubhaus des Langlaufvereins gemeint. Beispiel: Mit Langlaufzentrum Davos ist nur das Gebäude (Umkleideräumlichkeiten etc.) gemeint[1], während Langlaufzentrum Silberhütte ein ganzes Langlaufgebiet bezeichnet.

Oft wird auch das gesamte Langlaufgebiet als Loipe bezeichnet, auch wenn es sich um ein Netzwerk mehrerer Loipen handelt. Das Langlaufgebiet Goms bezeichnet sich beispielsweise auf seiner offiziellen Website konsequent als "Loipe Goms".